# Airborne War Cemetery

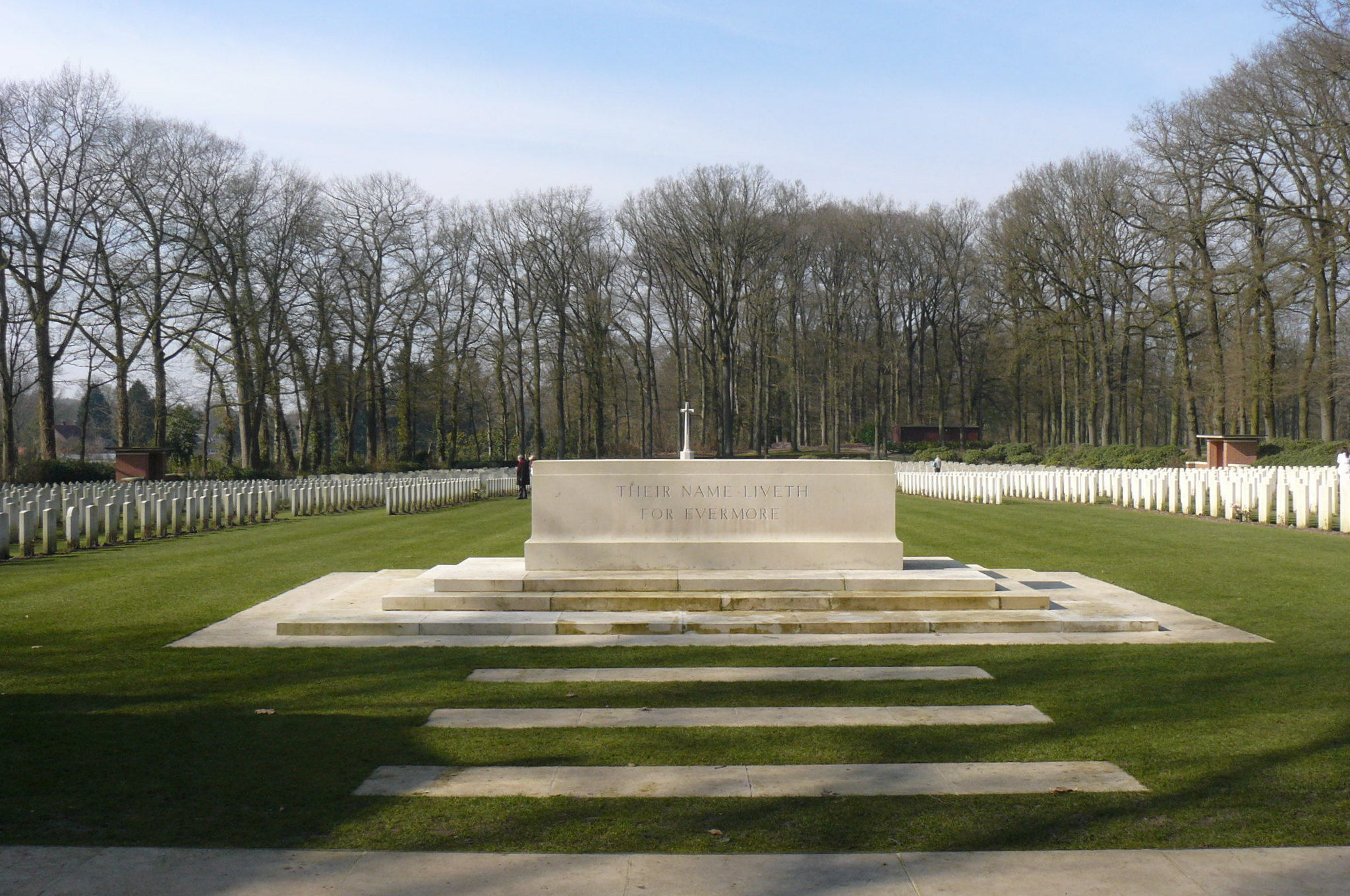

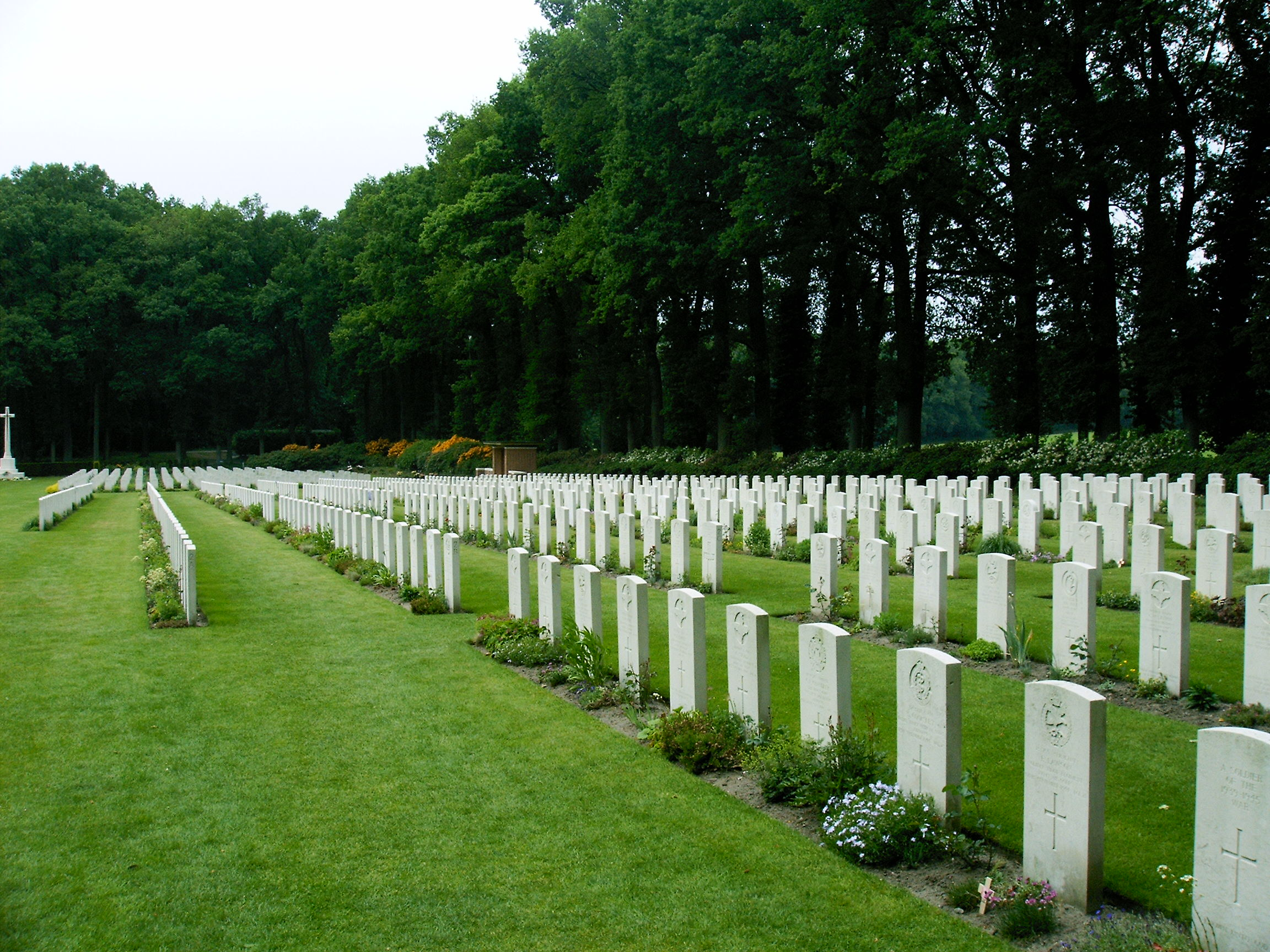
Airborne begraafplaats in Oosterbeek

De Airborne War Cemetery is een militaire begraafplaats, gelegen aan de Van Limburg Stirumweg in de Nederlandse plaats Oosterbeek. Officieel heet deze begraafplaats Arnhem Oosterbeek War Cemetery., volgens de beheerder, de Commonwealth War Graves Commission (CWGC). Eigenaar is de Staat der Nederlanden.
Op dit ereveld liggen 1754 militairen van de landmacht, luchtmacht en zeemacht begraven die in de periode september 1944 tot april 1945 sneuvelden (plus enkele burgers van de CWGC). De meeste van deze mensen zijn omgekomen in de omgeving van Arnhem, tijdens de Slag om Arnhem, een onderdeel van Operatie Market Garden in september 1944. Van de graven zijn er 1648 van Britse, 3 van Nederlandse en 79 van Poolse militairen. Drie graven zijn van medewerkers van de Commonwealth War Graves Commission. Vier militairen die hier liggen dragen de hoogste Britse militaire onderscheiding, het Victoria Cross.

## De aanleg
Op 5 juni 1945 werd begonnen met de aanleg van het ereveld. In tegenstelling tot de Amerikanen, die hun militairen centraal wilden begraven, besloot de Britse legerleiding om hun gesneuvelden te begraven op een plek dicht bij de plek waar ze gesneuveld waren. Door de hulp van Graves Registration Unit 37 ging het verplaatsen en identificeren van de veldgraven vlot. De lokale bevolking ondersteunde de operatie eveneens. Deze burgers kwamen na de oorlog en hun evacuatie thuis in een gebied vol met veldgraven - soms in hun tuinen. Het snel verplaatsen van de graven was daarom ook voor hen van belang. Nadat alle militairen naar het ereveld verplaatst waren telde het veld naar schatting ongeveer 1730 graven, die allemaal waren voorzien van een wit kruis. Pas in 1952 zijn deze kruizen vervangen door de huidige zerken van natuursteen.

## Monumenten
Op het ereveld staat een uit Portland-natuursteen vervaardigd centraal kruis, 'Cross of Sacrifice', zoals gebruikelijk op Britse erevelden, waarop een bronzen zwaard is bevestigd. Dit kruis is bedoeld om alle Gemenebest-militairen te gedenken die gesneuveld zijn in Nederland maar nog steeds vermist worden. Vlak achter de poort van het ereveld staat een gedenksteen. De tekst op de steen luidt: Their name liveth for evermore. Aan beide zijden van de poort staat een kleine kapel. In deze kapellen hangt een marmeren plakkaat met de afbeelding van een adelaar en de tekst 1939 - 1945. In beide kapellen is ook een boek aanwezig met alle namen, rangen en graflocaties van de gesneuvelden. Een kleine 200 meter naast het ereveld staat het Air Despatch monument.

## Trivia
Met een busje op weg naar Hamburg lieten The Beatles zich op 16 augustus 1960 voor de gedenksteen fotograferen. John Lennon ontbreekt echter op foto.

## Afbeeldingen
- Bioscoopjournaal uit augustus 1955. Veldmaarschalk Montgomery bezoekt de Airborne begraafplaats.

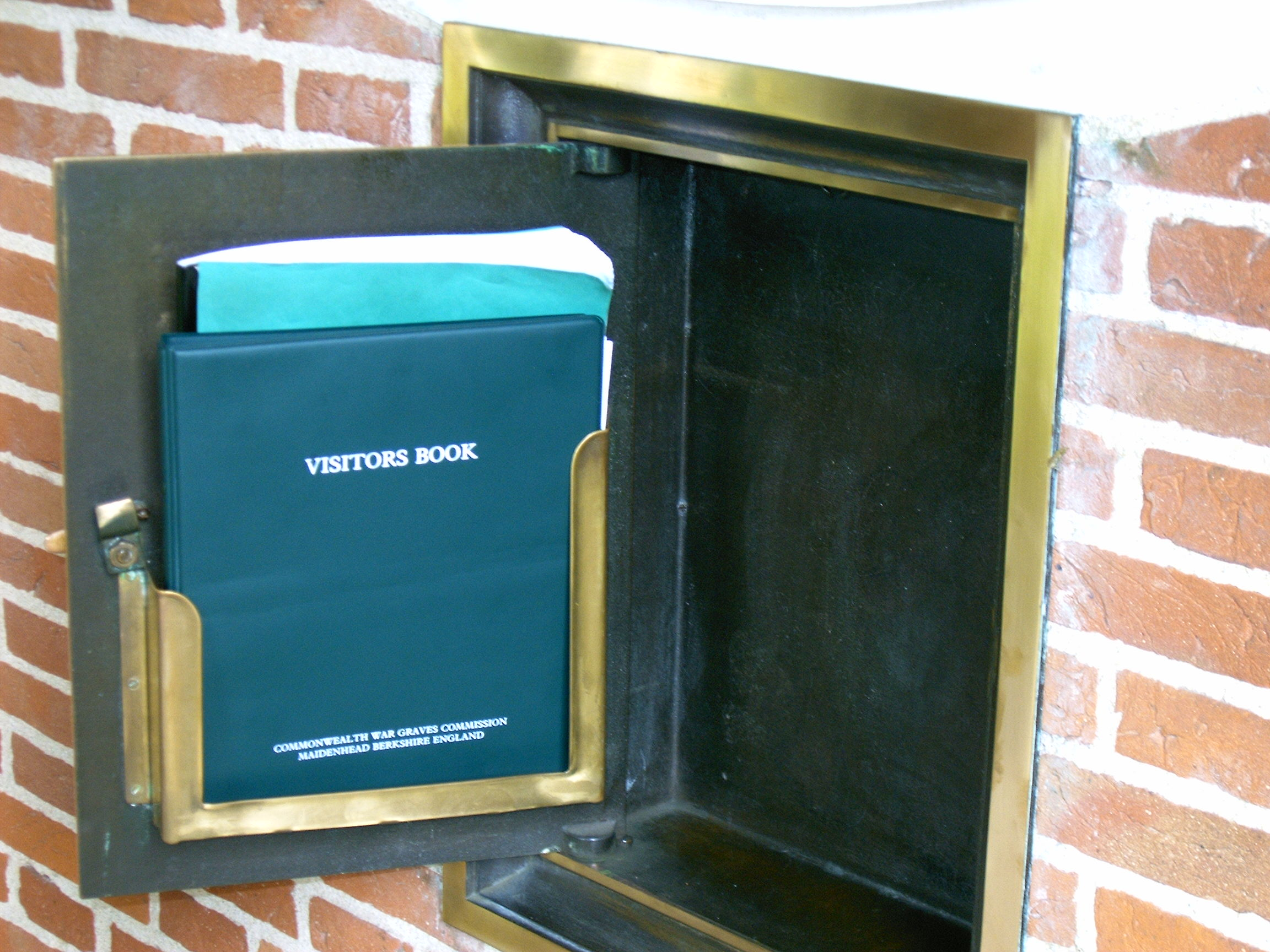
Het kastje waarin het gastenboek en het register zich bevinden
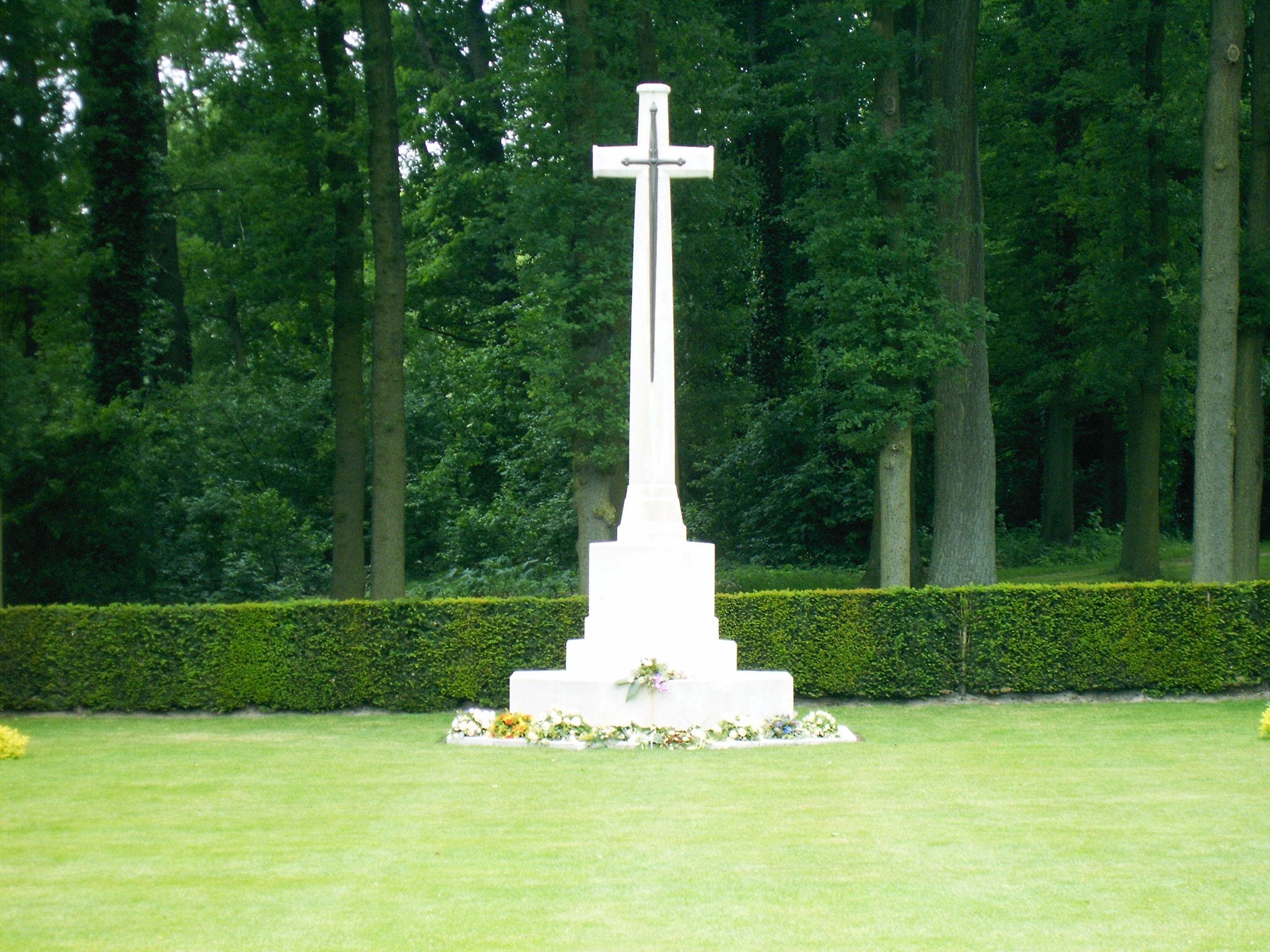
Cross of Sacrifice
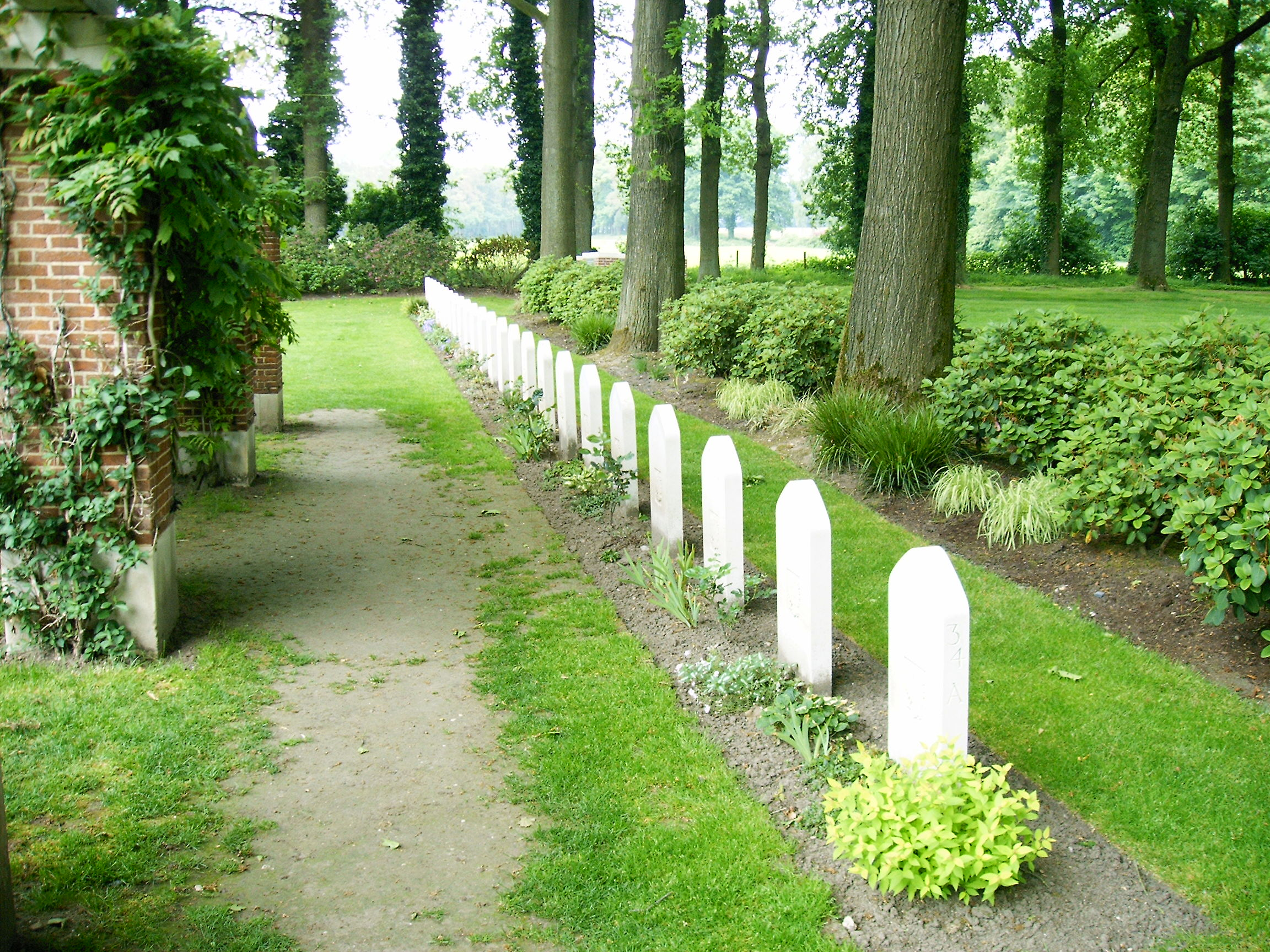
Een rij Poolse graven
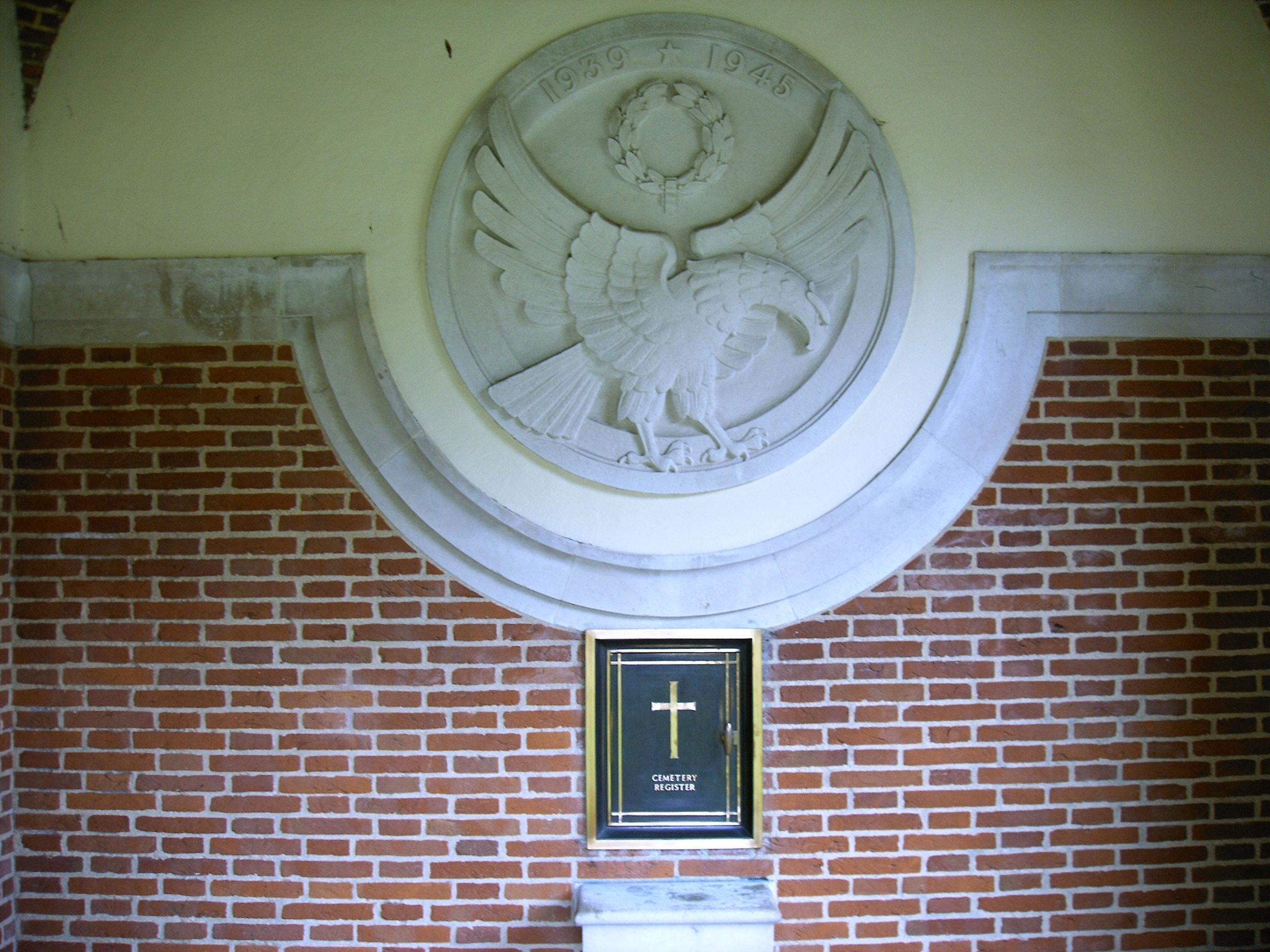
De rechter kapel van binnen
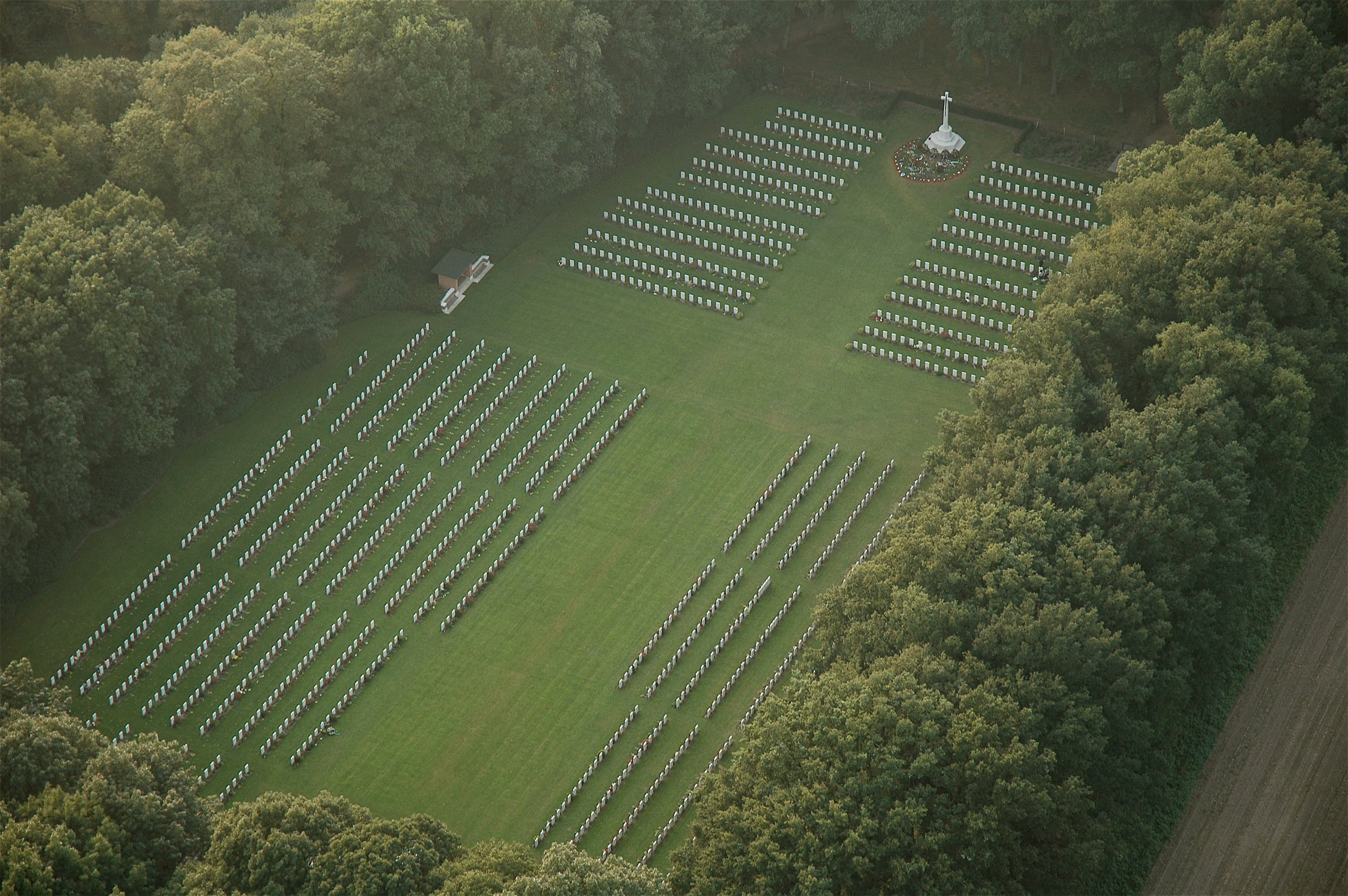
Luchtfoto